# Dozulé
Dozulé és un municipi francès situat al departament de Calvados i a la regió de Normandia. L'any 2007 tenia 1.868 habitants.

## Demografia

### Població
El 2007 la població de fet de Dozulé era de 1.868 persones. Hi havia 726 famílies de les quals 249 eren unipersonals (95 homes vivint sols i 154 dones vivint soles), 201 parelles sense fills, 213 parelles amb fills i 63 famílies monoparentals amb fills.
La població ha evolucionat segons el següent gràfic:
Habitants censats

### Habitatges
El 2007 hi havia 911 habitatges, 745 eren l'habitatge principal de la família, 106 eren segones residències i 60 estaven desocupats. 718 eren cases i 144 eren apartaments. Dels 745 habitatges principals, 334 estaven ocupats pels seus propietaris, 389 estaven llogats i ocupats pels llogaters i 23 estaven cedits a títol gratuït; 50 tenien una cambra, 44 en tenien dues, 157 en tenien tres, 232 en tenien quatre i 262 en tenien cinc o més. 484 habitatges disposaven pel capbaix d'una plaça de pàrquing. A 366 habitatges hi havia un automòbil i a 250 n'hi havia dos o més.

### Piràmide de població
La piràmide de població per edats i sexe el 2009 era:
| Homes | Edats   | Dones |
| ----- | ------- | ----- |
| 0     | 95 o +  | 0     |
| 0     | 90 a 94 | 8     |
| 12    | 85 a 89 | 8     |
| 8     | 80 a 84 | 16    |
| 24    | 75 a 79 | 56    |
| 24    | 70 a 74 | 52    |
| 64    | 65 a 69 | 36    |
| 20    | 60 a 64 | 52    |
| 20    | 55 a 59 | 36    |
| 60    | 50 a 54 | 64    |
| 64    | 45 a 49 | 52    |
| 64    | 40 a 44 | 52    |
| 72    | 35 a 39 | 56    |
| 60    | 30 a 34 | 44    |
| 68    | 25 a 29 | 80    |
| 28    | 20 a 24 | 44    |
| 20    | 15 a 19 | 48    |
| 64    | 10 a 14 | 28    |
| 60    | 5 a 9   | 44    |
| 44    | 0 a 4   | 28    |

## Economia
El 2007 la població en edat de treballar era de 1.117 persones, 786 eren actives i 331 eren inactives. De les 786 persones actives 731 estaven ocupades (374 homes i 357 dones) i 56 estaven aturades (22 homes i 34 dones). De les 331 persones inactives 111 estaven jubilades, 93 estaven estudiant i 127 estaven classificades com a «altres inactius».

### Ingressos
El 2009 a Dozulé hi havia 699 unitats fiscals que integraven 1.695 persones, la mediana anual d'ingressos fiscals per persona era de 15.182 €.

### Activitats econòmiques
Dels 124 establiments que hi havia el 2007, 2 eren d'empreses extractives, 2 d'empreses alimentàries, 1 d'una empresa de fabricació de material elèctric, 4 d'empreses de fabricació d'altres productes industrials, 15 d'empreses de construcció, 25 d'empreses de comerç i reparació d'automòbils, 4 d'empreses de transport, 12 d'empreses d'hostatgeria i restauració, 1 d'una empresa d'informació i comunicació, 7 d'empreses financeres, 8 d'empreses immobiliàries, 11 d'empreses de serveis, 21 d'entitats de l'administració pública i 11 d'empreses classificades com a «altres activitats de serveis».
Dels 39 establiments de servei als particulars que hi havia el 2009, 1 era una gendarmeria, 1 oficina de correu, 2 oficines bancàries, 2 funeràries, 3 tallers de reparació d'automòbils i de material agrícola, 3 paletes, 1 guixaire pintor, 2 fusteries, 6 lampisteries, 1 electricista, 4 perruqueries, 2 veterinaris, 3 restaurants, 5 agències immobiliàries, 2 tintoreries i 1 saló de bellesa.
Dels 11 establiments comercials que hi havia el 2009, 1 era un hipermercat, 1 un supermercat, 1 una botiga de més de 120 m², 3 fleques, 1 una peixateria, 2 drogueries i 2 floristeries.
L'any 2000 a Dozulé hi havia 8 explotacions agrícoles.

## Equipaments sanitaris i escolars
L'únic equipament sanitari que hi havia el 2009 era una farmàcia.
El 2009 hi havia 1 escola maternal i 2 escoles elementals. Dozulé disposava d'un col·legi d'educació secundària amb 319 alumnes.

## Poblacions més properes
El següent diagrama mostra les poblacions més properes.